# Ștafeta
Ștafeta este un film românesc din 1980 regizat de Mircea Săucan.